# Cultura de Bangladés
La cultura de Bangladés ha asimilado durante siglos las influencias del hinduismo, jainismo, budismo, islamismo, y el cristianismo. La misma se manifiesta en variadas formas y expresiones en el ámbito de la música, danza y dramática; arte y la artesanía; el folclore y los cuentos populares; lenguaje y literatura, filosofía y religión, festivales y celebraciones, también una cocina distinta y una tradición culinaria.
La historia de Bangladés ha contribuido a moldear su cultura. La tierra, los ríos y las vidas de la gente común forman un rico patrimonio con diferencias marcadas respecto a las regiones vecinas. Este patrimonio ha evolucionado a lo largo de los siglos y abarca la diversidad cultural de los varios grupos sociales de Bangladés.

## Música, danza, teatro y cine

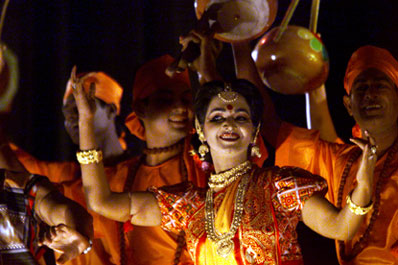
Artistas de Bangladés bailando en un show.

La música y los estilos de danza de Bangladés pueden ser divididos en tres categorías, clásica, folk y moderna. El estilo clásico ha sido influenciado por otras formas predominantes de la música clásica y danzas del subcontinente Indio, y presenta algunas influencias de bailes como el Bharata Natyam y el Kuchipudi. Las formas de la música folclórica y tribal y las danzas de Bangladés son de origen indígena y están arraigadas en el territorio de Bangladés. Hay varios estilos de danza de moda en la parte nororiental del subcontinente indio, como Manipuri y Santal,que también son practicados en Bangladés. Pero Bangladés ha desarrollado sus propios estilos de baile diferentes, como por ejemplo el Nitoshilpi.
Bangladés tiene una tradición rica en canciones populares, con letras enraizadas en la tradición vibrante y la espiritualidad, el misticismo y la adoración. Estas canciones populares giran alrededor de varios temas, incluyendo canciones de amor.
Las canciones populares más frecuentes y las tradiciones musicales incluyen a Bhatiali, Baul, Marfati, Murshidi y Bhawaiya. Los letristas como Lalon Shah, Hason Raja, Kangal Harinath, Romesh Shill, Abbas Uddin y muchos letristas desconocidos anónimos han enriquecido la tradición de canciones populares en Bangladés.
En el contexto relativamente moderno, Rabindra Sangeet y Nazrul Geeti tienen una preciosa herencia cultural de Bangladés. En los últimos tiempos, las influencias occidentales han dado lugar a varias bandas de rock de calidad, especialmente en los centros urbanos como Daca.
Hay varios instrumentos musicales, algunos de ellos son de origen indígena, que son utilizados en Bangladés, y los principales instrumentos musicales utilizados son la flauta de bambú (banshi), el tambor (dole), un instrumento de una cuerda llamado ek tara, un instrumento de cuatro cuerdas llamado dotara, un par de metales utilizados para el efecto de ritmo llamado mandira. Actualmente, muchos instrumentos musicales de origen occidental como la guitarra, el tambor y el saxofón son también utilizados, algunas veces junto con instrumentos tradicionales.

## Festivales y celebraciones

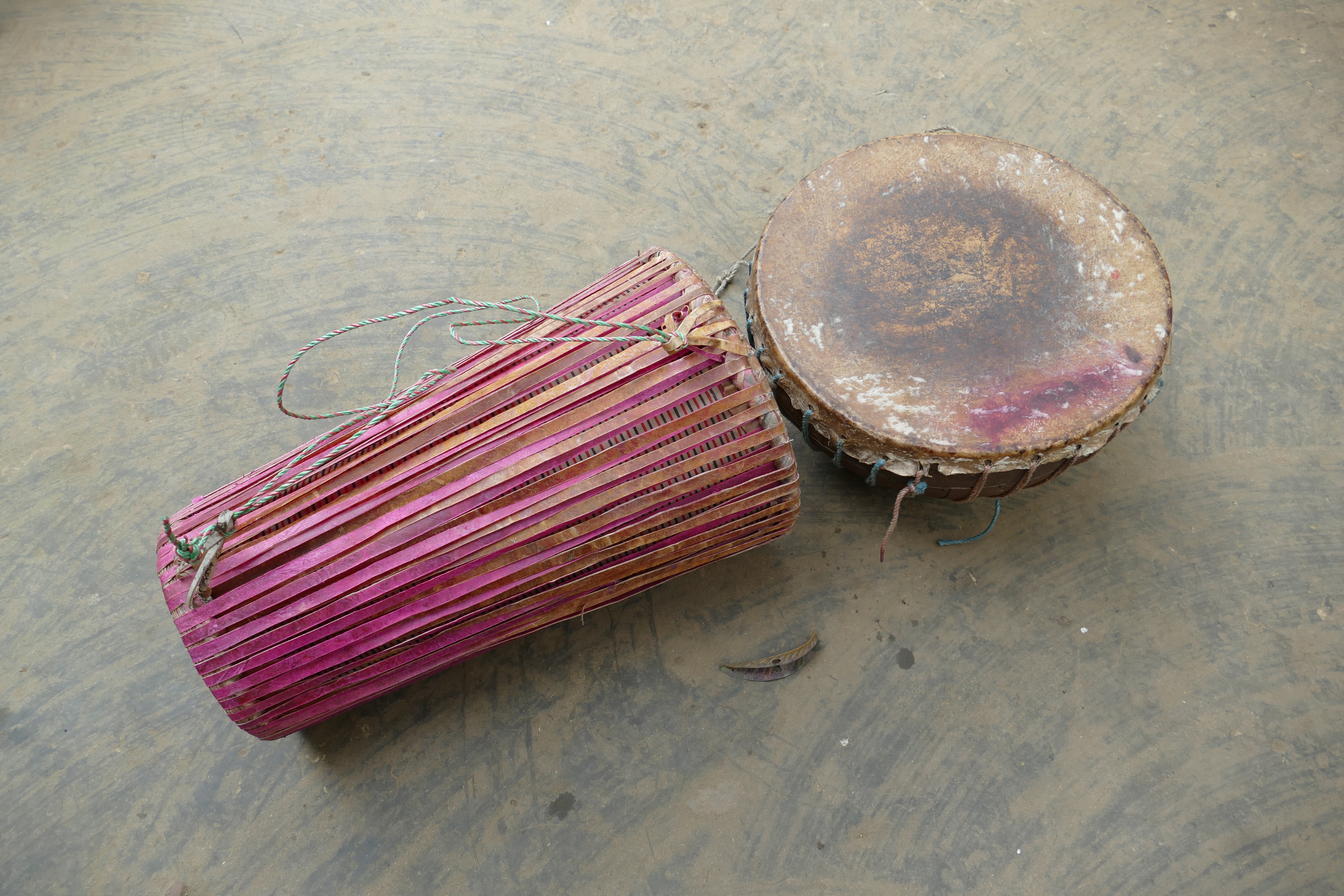
Tamak' (d.) y Tumdak' (i.) - tambores típicos del pueblo santhal, fotografiados en una aldea en distrito de Dinajpur, Bangladés.

Los festivales y celebraciones son parte integral de la cultura de Bangladés. Las fiestas destacadas y ampliamente celebradas son Pohela Baishakh, Día de la Independencia, Día de Duelo Nacional, Eid al-Fitr, Eid al-Fitr, Muharram, Durgá Puyá y Día del Lenguaje.

### Eid ul-Fitr
Ya que el festival religioso más importante para la mayoría de los musulmanes, la celebración para Eid ul-Fitr se ha convertido en parte de la cultura de Bangladés. El Gobierno de Bangladés declara días de fiesta durante tres días en Eid-ul Fitar. Las personas que viven en las ciudades con sus familias o padres en los pueblos van a casas del país para encontrarse con familiares y celebrar el festival juntos. Todos los transportes públicos de las grandes ciudades se llenan y en muchos casos las tarifas tienden a subir, a pesar de las restricciones del gobierno. 
En el día Eid, las oraciones de Eid son sostenidas en todo el país, en áreas abiertas como campos o dentro de las mezquitas. En Daca, la oración Eid más larga sostenida es en Eidgah. 
Todas las mezquitas importantes incluida Baitul Mukarram también sostiene oraciones. La mayor congregación de Bangladés es sostenida en Sholakia en Kishoreganj, donde cerca de medio millón de personas se unen a la oración de Eid. 
Después de las oraciones de Eid, las personas regresan a sus casas, visitan sus hogares y comen platos dulces llamados Shirni. A lo largo del día, los señores se abrazan. También es habitual que los miembros más jóvenes de la sociedad toquen los pies de los ancianos, y los ancianos a su vez les otorgan bendiciones (a veces con una pequeña suma de dinero como regalo). 
En las zonas rurales, el festival de Eid es observado con gran fanfarria. En algunas áreas, las tarifas de Eid se arreglan. Hay diferentes tipos de juegos incluyendo las carreras de botes, el kabbadi, otros juegos tradicionales de Bangladés como también juegos modernos como el fútbol y el críquet son jugados en esta ocasión. 
En las áreas urbanas, las personas tocan música, visitan las casas de sus amigos y comen comidas especiales. 
Mirar películas y programas de televisión también se convirtió una parte integral de Eid en las áreas urbanas. Todos los canales de televisión locales, sacan al aire programas especiales durante varios días por esta ocasión.

### Eid ul-Adha
La celebración de Eid ul-Adha es similar a la de Eid ul-Fitar. La única gran diferencia es el sacrificio de animales domésticos en Eid ul-Adha. Numerosos mercados temporales de diferentes tamaños llamados Haat operan en las grandes ciudades para la venta de animales Qurbani (usualmente vacas y cabras).
En la mañana del día Eid, inmediatamente después de la oración, las personas ricas sacrifican al animal de elección. La gente menos rica también participan de la fiesta, visitando las casas de los ricos. Después del Qurbani, una gran parte de la carne se le da a la gente pobre.
Aunque la doctrina religiosa permite el sacrificio de animales en cualquier momento durante el período de tres días a partir del día de Eid, la mayoría de las personas prefieren realizar el ritual en el primer día de Eid. Sin embargo, el día festivo se extiende más de tres o cuatro días. Muchas personas de las grandes ciudades van a sus casas ancestrales en los pueblos para compartir la alegría del festival con amigos y familiares.

### Pohela Boishakh
Pôhela Boishakh es el primer día del calendario bengalí. Es celebrado por lo general el 14 de abril. Pohela Boishakh marca el día de inicio de la campaña agrícola. Usualmente en Pohela Boishakh, las casas están completamente borradas y limpiadas; las personas se bañan temprano en la mañana y se visten en ropas finas. Pasan el día con familiares, amigos y vecinos y van a las ferias. Las ferias se organizan en muchas partes del país dónde varios productos agrícolas, artesanías tradicionales, juguetes, cosméticos, como también varios tipos de comida y dulces se venden. Las ferias también ofrecen entretenimiento, con cantantes, bailarines, y obras tradicionales y canciones. Carreras de caballos, carreras de toros, corridas de toros, peleas de gallos, palomas que vuelan, y carreras de barco fueron populares. Todas las reuniones y ferias consisten en una amplia difusión de los alimentos bengalíes y dulces. 
El festival más colorido de Año Nuevo se hace en Daca. Un gran número de personas se reúnen temprano en la mañana bajo el árbol de higuera en el parque Ramna donde los artistas Chhayanat abren el día con canciones famosas de Rabindranath Tagore, Esho, he Boishakh, Esho Esho (Come, Year, Come, Come). 
Una ceremonia similar da la bienvenida de año nuevo en el Instituto de Bellas Artes de la Universidad de Daca. Los estudiantes y los profesores del instituto sacan una colorida procesión y desfiles en todo el campus.
Las organizaciones culturales y sociales celebran el día con programas culturales. La prensa edita suplementos especiales. También hay programas especiales en radios y televisiones. 
Antes de ese día, hay descuentos especiales en ropas, muebles, aparatos electrónicos y diversos acuerdos y descuentos de compras. 
Hay líneas especiales de saris, generalmente de algodón, saris blancos con estampados rojos y bordados se venden antes de este día como todos los vestidos para ese día. Las flores de jazmín son una gran venta de este evento que adorna el pelo de las mujeres.

### Movimiento por la Lengua Bengalí

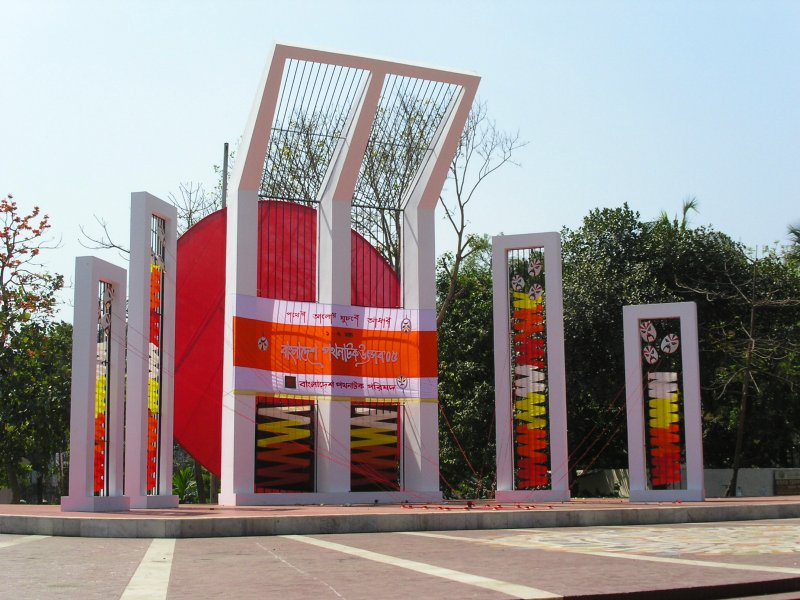
Shaheed Minar, monumento de los Mártires, cerca de la Escuela de Medicina de Daca, Bangladés. Se ha erigido en memoria de los muertos del movimiento por la Lengua Bengalí (21 de febrero de 1952).

Es una parte única de la cultura de Bangladés. Cada año el 21 de febrero, se rinde homenaje a los mártires que sacrificaron sus vidas para establecer el idioma bengalí como el lenguaje oficial de Pakistán Oriental en 1952.
La celebración de este día continúa todo el mes de febrero. La Feria de Libros Ekushey es organizada para conmemorar esta ocasión todos los años. La feria también se ha convertido en una parte integral de la cultura de Bangladés. Los autores y lectores en Bangladés esperan con impaciencia la feria cada año. 
Para conmemorar este movimiento, Shaheed Minar, una escultura simbólica y solemne fue erigida en el lugar de la masacre. Hoy, Shaheed Minar, es el centro de actividades culturales en Daca. En la mañana del 21 de febrero de cada año, las personas de todos los ámbitos de vida incluyendo los líderes nacionales rinden homenaje a los mártires dejando flores en Shaheed Minar. Una canción melodiosa y melancólica, Amar Bhaier Rokte Rangano, escrita por Abdul Gaffar Choudhury y compuesta por Altaf Mahmud, es tocada repetidamente en los medios electrónicos y encuentros culturales durante todo el mes, especialmente el 21 de febrero. Esta canción, se ha convertido en una marca simbólica de la cultura de Bangladés.

### Bodas
Una boda tradicional es organizada por Ghotoks (casamenteros), quienes por lo general son amigos o familiares de la pareja. Los casamenteros facilitan la presentación y también ayudan a ponerse de acuerdo con el importe. Las bodas bengalíes tradicionalmente tienen tres partes: la primera es Mehendi Shondha, con la novia y el novio, el  Gaye Holud de la novia, el  Gaye Holud del novio, el Beeya y el Bou Bhaat. Esto a menudo toma lugar en días diferentes. El primer evento en una boda es informal: el novio presenta a la novia con el anillo estableciendo el "compromiso" una costumbre que está ganando popularidad. 
Para el mehendi shondha el lado de la novia aplica henna el uno al otro como también el lado de la novia. Para el momento Gaye Holud de la novia, la familia del novio - excepto el novio - van en procesión a la casa de la novia. Los amigos de la novia y la familia aplican la pasta de cúrcuma a su cuerpo como parte del Gaye Hoff, y todos coinciden con la ropa, en su mayoría con el color naranja. La novia se sienta en un estrado, y la henna es utilizada para decorar las manos de la novia y sus pies con diseños elaborados abstractos. Los dulces luego se comen por la novia por todos los involucrados, pieza por pieza. La ceremonia de la boda real "Beeye" sigue a las ceremonias de Gaye Holud. La ceremonia de la boda es organizada por la familia de la novia. En el día, los miembros jóvenes de la familia de la novia hacen una entrada en el lugar, y demandan una especia de derecho de entrada dl novio en regreso por hacerlo entrar. La novia y el novio se sientan separadamente, y un Kazi (una persona autorizada por el gobierno para llevar a cabo la boda), acompañado por sus padres y un Wakil (testigo) en que cada lado formalmente se le pregunta a la novia por su consentimiento para la unión, y luego se le pregunta al novio. El lado de la novia de la familia trata de hacer algún tipo de broma a la novia como robar los zapatos del novio.
La recepción, también conocida como Bou-Bhaat (recepción), es una fiesta dada por la familia del novio en retribución por la fiesta de bodas. Es típicamente mucho más relajada, con solo el segundo vestido de boda para vestirse.

## Deportes
Los deportes más populares son el fútbol, el críquet, y el kabaddi. El Kadabbi es el deporte nacional de Bangladés. El críquet es un juego que tiene un seguimiento masivo y apasionado en Bangladés. Bangladés se ha unido al selecto grupo de países elegibles para jugar críquet desde el 2000. El equipo nacional de críquet tiene de sobrenombre Tigres- por el tigre de Bengala.
Las personas de Bangladés disfrutan mirar deportes en vivo. Siempre que hay un partido de fútbol o de críquet de equipos locales o internacionales en cualquier estadio hay un número de espectadores que se reúnen para mirarlos en vivo. Las personas también celebran las victorias más importantes del equipo nacional con gran entusiasmo por el partido en vivo. 
Una ex primer ministro incluso hizo una aparición después de un partido internacional de críquet en que Bangladés derrotó a Australia, ella fue a felicitar la victoria.
También a finales del 2006 y principios del 2007, la leyenda de fútbol Zinedine Zidane realizó una visita a los equipos locales y varios eventos gracias a la invitación del ganador de un Premio Nobel, el Dr. Muhammad Yunus.

## Religión
Bangladés es étnicamente homogénea, con bengalíes en un 98% de la población. La mayoría de los bangladesíes (cerca del 90%) son musulmanes, y un número pequeño de hindúes, cristianos y budistas también se encuentran en el país.
Las personas de diferentes religiones realizan sus rituales religiosos con festividades en Bangladés. El Gobierno ha declarado fiesta nacional todas las festividades de religión de las cuatro mayores. Durga Puja, Navidad y Vesak son celebradas con entusiasmo en Bangladés. Todas estas forman parte del patrimonio cultural de Bangladés.

## Estilo de vida en Bangladés

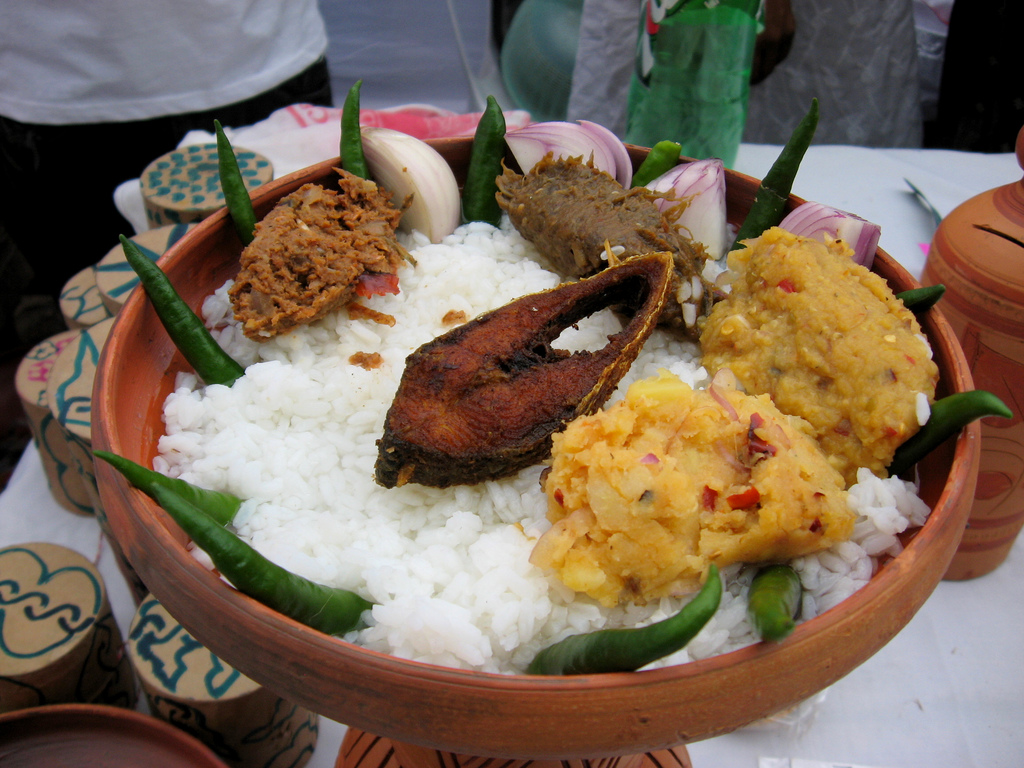
Panta Ilish - un plato tradicional de Panta bhat que se fríe con rodajas Hilsa, complementado con pescado sexo (Shutki); encurtidos (Achar), dal, chiles verdes y cebolla - es un plato popular para la fiesta Phoela Bosihakh.

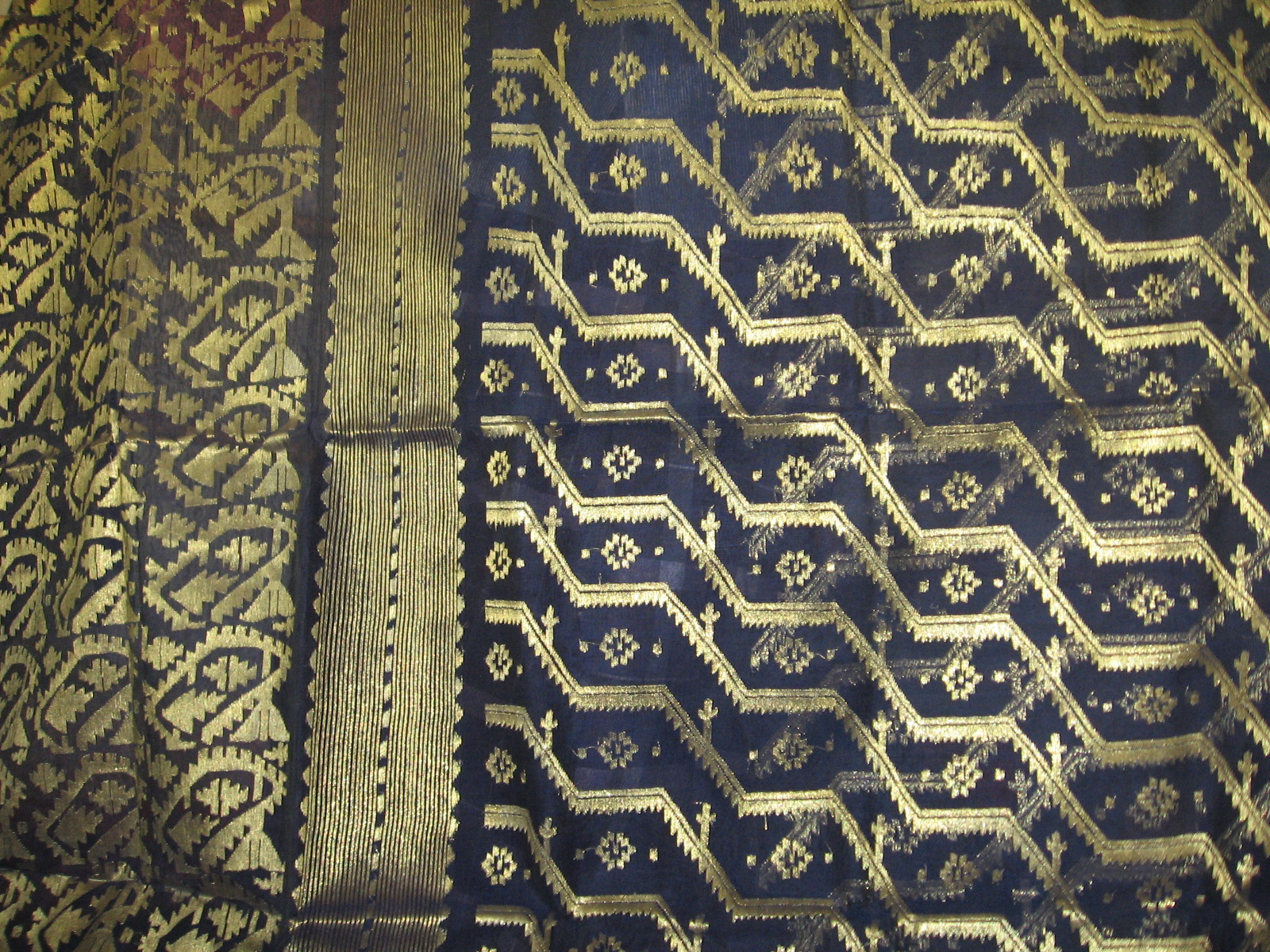
Porción de tejido en un sari Sonargaon

### Cocina
Bangladés es famosa por su tradición culinaria distintiva, y por sus deliciosas comidas, bocadillos y sabores. Arroz hervido constituye el alimento básico, y se sirve con una variedad de vegetales, fritos así como el curry, sopas de lentejas de espesor, pescados y preparaciones de carne de res, cordero y pollo.
Las comidas dulces de Bangladés en su mayoría se preparan a base de leche, y consisten de varias delicias como Roshgulla, Sandesh, Rasamalai, Gulap Jamun, Kalo Jamun, Chom Chom. Hay otras preparaciones dulces también.
La cocina bengalí es rica y variada con el uso de muchas especias y sabores especializados.
El pescado es la fuente dominante de proteínas, que se cría en estanques y se pesca con redes en los ríos del Delta del Ganges. Más de cuarenta tipos de pescados de agua dulce son comunes, incluyendo variedades de carpa como el riu (rohu), katla, magur (magur), chingri (camarón), como también shutki (pescado seco). El pez de agua salada (no pescado de mar), Ilish (hilsa ilisha) es muy popular entre los bengalíes, se puede decir que es un ícono de la cocina bengalí.

### Vestimenta
La gente en Bangladés tiene preferencias especiales en materia de vestimenta. Los hombres visten un punjabi en ocasiones religiosas y culturales, a veces lungui como ropa informal y un pantalón-camisa para ocasiones formales. El sari es el vestido principal para las mujeres en Bangladés. El sari es un arte tradicional en Bangladés. Los Salwar kameez son muy populares, especialmente entre las mujeres más jóvenes. Algunas mujeres en las áreas urbanas visten pantalones, faldas y tops.

### Saneamiento
En el 2005, Bangladés recibió 20.000 toneladas métricas de excrementos humanos depositados todos los días en tierras públicas y en vías fluviales, causando problemas de contaminación de aguas superficiales. El saneamiento integral de la nación fue planeado para el 2010.